# Vector Linux
O Vector Linux, é uma distribuição Linux baseada no Slackware, criada no Canadá por Robert Lange e foi desenvolvida no intuito de ser usado em computadores antigos. 
Hoje em dia, o Vector está na sua versão 7.0, que é baseada no  Slackware 13.37. A sua interface de instalação está totalmente gráfica e intuitiva, disponível nos idiomas Inglês e Espanhol. Por ter sido inspirada no Slackware, é altamente personalizável.
Atualmente, a distribuição tem as seguintes edições:
- Vector Linux 7.0 Light: Versão com ambientes de trabalho mais leves (JWM, IceWM, Openbox e LXDE).
- Vector Linux 7.0 Standard: Versão com ambiente de trabalho padrão XFCE 4.8 e kernel 3.0.8.
- Vector Linux 7.0 SOHO: Versão com ambiente de trabalho padrão KDE 4.8.3 e kernel 3.2.6.

Originalmente como uma distribuição leve, o Vector Linux ficou bastante famoso, estando entre as 20 distribuições mais visitadas no distrowatch.